# Ciento tres
El ciento tres (103) es el número natural que sigue al 102 y precede al 104.

## En matemáticas
- Es el 27º número primo, después del 101, con el cual son números primos gemelos, y antes del 107.

## En ciencia
- Es el número atómico del laurencio.